# Eleonora Forenza
Eleonora Forenza (ur. 10 listopada 1976 w Bari) – włoska polityk i nauczycielka akademicka, posłanka do Parlamentu Europejskiego VIII kadencji.

## Życiorys
Ukończyła w 2002 studia humanistyczne na Uniwersytecie w Bari, w 2006 doktoryzowała się na tej samej uczelni. Jako nauczycielka akademicka związana m.in. z uczelnią Università degli Studi Roma Tre. Zaangażowana w działalność organizacji feministycznych oraz Odrodzenia Komunistycznego, w którym objęła funkcję krajowego sekretarza ds. kultury i komunikacji.
W 2014 kandydowała w wyborach europejskich z lewicowej listy wyborczej Inna Europa z Tsiprasem, uzyskując mandat eurodeputowanej VIII kadencji, gdy przed jej rozpoczęciem z jego objęcia w okręgu południowym zrezygnowała Barbara Spinelli.